# Julia Argüelles
Julia Argüelles (* 17. Februar 1997) ist eine mexikanische Schauspielerin und Sängerin. International bekannt wurde sie durch ihre Rolle Mara Morales in der Disney-Serie BIA.

## Leben
Bereits im Alter von 12 Jahren war Argüelles, die ursprünglich aus Guadalajara stammt, an einer Gesands-, Tanz- und Modelschule angemeldet. Zwischen Januar 2010 und Mai 2014 war sie in mehr als 30 Musicals in Guadalajara gesehen. Argüelles besuchte zwischen Januar 2015 und Mai 2017 El Centro de Educación Artística de Televisa CEA, um im Bereich Schauspiel, Gesang und Tanz zu studieren bzw. sich fortzubilden. 2017 zog sie nach Argentinien. Im gleichen Jahr war sie in den Fernsehserien Caer en tentación sowie als Abigail in Como dice el dicho zu sehen. Ab 2019 verkörperte sie die Rolle der Mara Morales in der Disney-Channel-Telenovela BIA, zog sie nach Buenos Aires. In der Rolle war sie in beiden Staffeln der Serie und in der Spezialepisode Bia: Un mundo al revés zu sehen. 2022 wirkte sie als Camila in einer Folge der Serie Esta historia me suena, ehe sie im Folgejahr als Mayté Torreblance Ortiz in der Serie Pienso en ti zu sehen war.

## Filmografie

### Fernsehen
- 2017: Caer en tentación
- 2017: Como dice el dicho
- 2019–2020: BIA
- 2021: Bia: Un mundo al revés
- 2022: Esta historia me suena
- 2023: Pienso en ti